# Ferrel
Ferrel est un village et une freguesia (paroisse civile) portugaise du concelho (commune) de Peniche, avec une superficie de 13,87 km2 et une population de 2 356 habitants (2001).
La densité de Ferrel est de 169,9 habitants/km².

## Plages
Il y a la plage de Baleal et d'Almagreira.

## Fête
Au mois d'août se déroule la Fête des ânes, lors de laquelle se déroule une course d'ânes. Le nom de cette fête est Nossa Senhora da Guia. Elle débute toujours le 5 août.Cette fête est réputée dans tout le Portugal avec de grands chanteur et DJ du Portugal

## Freguesias limitrophes

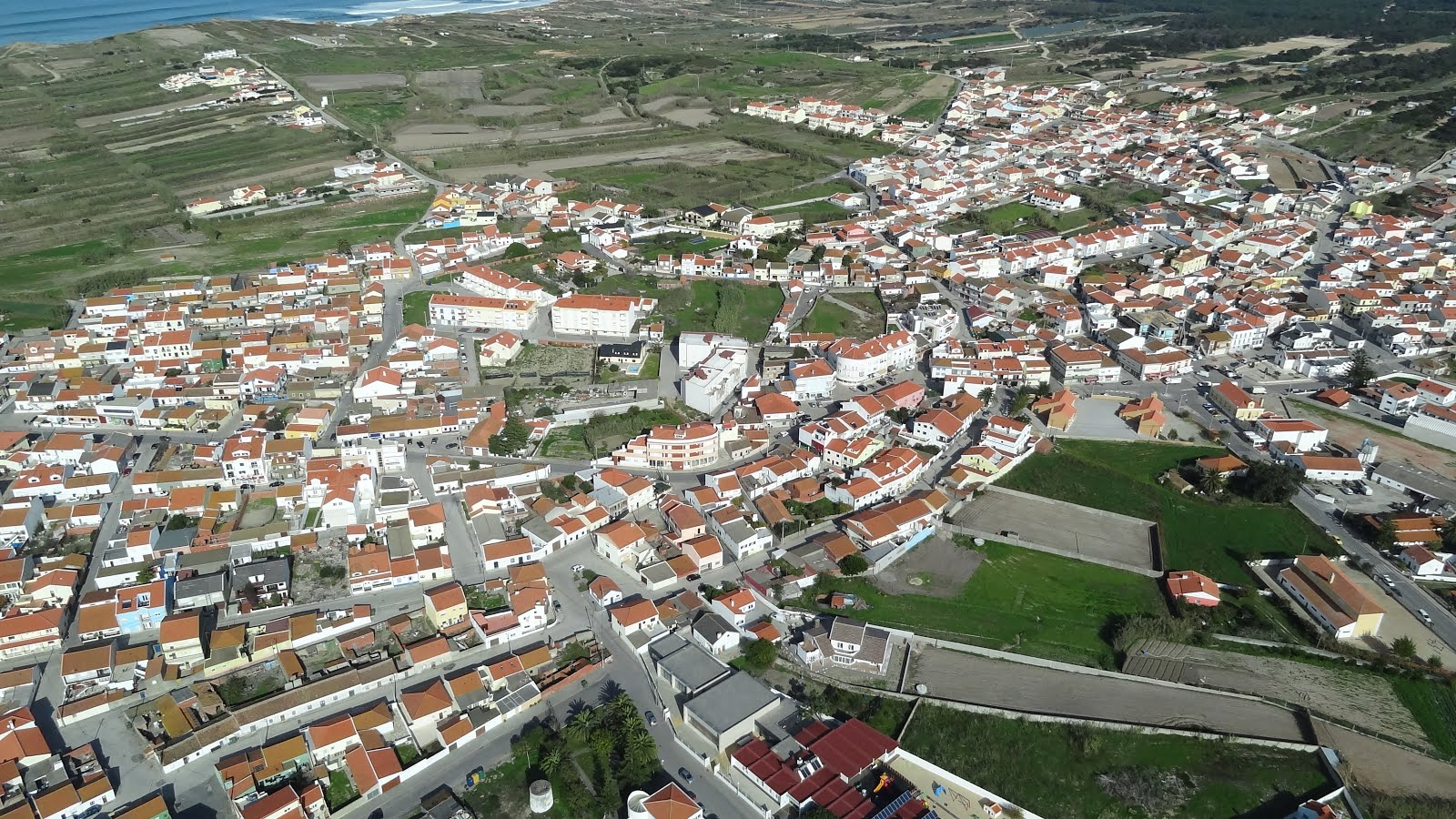
Vue aérienne.

## Patrimoine
Chapelle de Ferrel ou Capela de Nossa Senhora da Guia.
La chapelle toujours en activité et la ville aussi est très bien organisée, et la ville a beaucoup de lieux où aller notamment en août ou en juillet se déroule des semaines entière de fêtes avec la journée, activités pour petits et grands ; la plage située a 3 km de la ville et la piscine à 4 km de la ville. Depuis 2009, la plage de baleal accueillait le championnat du monde de surf.